# Temporada de huracanes del Atlántico

Tormenta tropical del Atlántico y frecuencia de huracanes, por mes

La temporada de huracanes en el Atlántico es el período en un año en que los huracanes generalmente se forman en el Océano Atlántico. Los ciclones tropicales en el Atlántico norte se llaman huracanes, tormentas tropicales o depresiones tropicales. Además, ha habido varias tormentas a lo largo de los años que no han sido completamente tropicales y se clasifican como depresiones subtropicales y tormentas subtropicales. Aunque las tormentas subtropicales y las depresiones subtropicales no son técnicamente tan fuertes como los ciclones tropicales, los daños pueden ser devastadores.
En todo el mundo, la actividad de los ciclones tropicales alcanza su punto máximo a fines del verano, cuando la diferencia entre las temperaturas en altura y las temperaturas de la superficie del mar es mayor. Sin embargo, cada cuenca en particular tiene sus propios patrones estacionales. A escala mundial, mayo es el mes menos activo, mientras que septiembre es el más activo. En el Océano Atlántico del Norte, se produce una temporada de huracanes distinta del 1 de junio al 30 de noviembre, que alcanza su punto máximo desde finales de agosto hasta septiembre; el pico de actividad climatológica de la temporada se produce alrededor del 10 de septiembre de cada temporada. Esta es la norma, pero en 1938, la temporada de huracanes en el Atlántico comenzó el 3 de enero. 
Las perturbaciones tropicales que alcanzan intensidad de tormenta tropical se nombran a partir de una lista predeterminada. En promedio, 10.1 tormentas nombradas ocurren cada temporada, con un promedio de 5.9 convirtiéndose en huracanes y 2.5 convirtiéndose en huracanes mayores (categoría 3 o superior). La temporada más activa fue 2020, durante la cual se formaron 30 ciclones tropicales, de los cuales 13 se convirtieron en huracanes. La temporada menos activa fue 1914, con solo un ciclón tropical conocido que se desarrolló durante ese año. La temporada de huracanes en el Atlántico es un momento en que se espera que la mayoría de los ciclones tropicales se desarrollen en el norte del Océano Atlántico. Actualmente se define como el período del 1 de junio al 30 de noviembre, aunque en el pasado la temporada se definió como un período de tiempo más corto. Durante la temporada, el Centro Nacional de Huracanes emite pronósticos sobre el clima tropical, y la coordinación entre el Centro de Predicción del Clima y el Centro Nacional de Huracanes se produce para sistemas que aún no se han formado, pero que podrían desarrollarse durante los próximos tres a siete días.

## Listas de las temporadas
| Periodo | Temporadas                                                 |
| ------- | ---------------------------------------------------------- |
| 1840    | 1840                                                       |
| 1950s   | 1950, 1951, 1952, 1953, 1954, 1955, 1956, 1957, 1958, 1959 |
| 1960s   | 1960, 1961, 1962, 1963, 1964, 1965, 1966, 1967, 1968, 1969 |
| 1970s   | 1970, 1971, 1972, 1973, 1974, 1975, 1976, 1977, 1978, 1979 |
| 1980s   | 1980, 1981, 1982, 1983, 1984, 1985, 1986, 1987, 1988, 1989 |
| 1990s   | 1990, 1991, 1992, 1993, 1994, 1995, 1996, 1997, 1998, 1999 |
| 2000s   | 2000, 2001, 2002, 2003, 2004, 2005, 2006, 2007, 2008, 2009 |
| 2010s   | 2010, 2011, 2012, 2013, 2014, 2015, 2016, 2017, 2018, 2019 |
| 2020s   | 2020, 2021, 2022, 2023, 2024, 2025                         |

## Concepto
El concepto básico de una temporada de huracanes comenzó durante 1935, cuando comenzaron a establecerse circuitos de alambre dedicados conocidos como circuitos de huracanes a lo largo de las costas del Golfo y el Atlántico, un proceso completado en 1955. Originalmente era el período de tiempo en el que los trópicos se controlaban rutinariamente para detectar actividad de ciclones tropicales, y se definió originalmente del 15 de junio al 31 de octubre. Con los años, la fecha de inicio se cambió al 1 de junio, mientras que la fecha de finalización se cambió al 15 de noviembre, antes de establecerse el 30 de noviembre de 1965. Esto fue cuando los aviones conocidos como cazadores de huracanes fueron enviados a volar a través del Atlántico y el Golfo de México de manera rutinaria para buscar posibles ciclones tropicales, en los años anteriores a la era de los satélites meteorológicos continuos. Desde que comenzó la vigilancia regular por satélite, los aviones cazadores de huracanes solo vuelan a las zonas de tormenta que se ven por primera vez por imágenes satelitales.

## Operaciones
Durante la temporada de huracanes, el Centro Nacional de Huracanes emite rutinariamente su producto Tropical Weather Outlook, que identifica áreas de preocupación dentro de los trópicos que podrían convertirse en ciclones tropicales. Si los sistemas se producen fuera de la temporada de huracanes definida, se emitirán Perspectivas de clima tropical especiales. La coordinación de rutina ocurre a las 17:00 UTC cada día entre el Centro de Predicción del Clima y el Centro Nacional de Huracanes para identificar sistemas para los mapas de presión de tres a siete días en el futuro dentro de los trópicos, y puntos para los ciclones tropicales existentes de seis a siete días en el futuro. Los posibles ciclones tropicales se representan con un isobar cerrado, mientras que los sistemas con menos certeza para desarrollarse se representan como "puntos bajos" sin isobar que los rodea.

## HURDAT
La base de datos de huracanes del Atlántico Norte, o HURDAT, es la base de datos de todas las tormentas tropicales y huracanes para el Océano Atlántico, el Golfo de México y el Mar Caribe, incluidos los que han tocado tierra en los Estados Unidos. La base de datos original de posiciones e intensidades de seis horas se compiló en la década de 1960 en apoyo del programa espacial Apollo para ayudar a proporcionar una guía de pronóstico de seguimiento estadístico. En los años intermedios, esta base de datos, que ahora se puede acceder de forma libre y fácil en Internet desde la página web del Centro Nacional de Huracanes (NHC), se ha utilizado para una amplia variedad de usos: estudios de cambio climático, pronóstico estacional, evaluación de riesgos para emergencias del condado gerentes, análisis de pérdidas potenciales para seguros e intereses comerciales, técnicas de pronóstico de intensidad y verificación de predicciones oficiales y varios modelos de seguimiento e intensidad.
HURDAT no se diseñó teniendo en cuenta todos estos usos cuando se creó por primera vez y no todos pueden ser apropiados dada su motivación original. HURDAT contiene numerosos errores sistemáticos y aleatorios en la base de datos. Además, las técnicas de análisis han cambiado a lo largo de los años en el Centro Nacional de Huracanes (NHC) a medida que se desarrolla su comprensión de los ciclones tropicales, lo que genera sesgos en la base de datos histórica. Otra dificultad para aplicar la base de datos de huracanes a los estudios relacionados con los eventos de aterrizaje es la falta de ubicación exacta, tiempo e intensidad en el momento de tocar tierra.

### Proyecto de nuevo análisis
HURDAT se actualiza regularmente anualmente para reflejar la actividad de la temporada anterior. La parte más antigua de la base de datos se ha revisado regularmente desde 2001. La primera vez en 2001 llevó a la adición de huellas de ciclones tropicales para los años 1851 a 1885. La segunda vez fue agosto de 1992 cuando el huracán Andrew fue actualizado a una categoría 5. Reciente Los esfuerzos realizados por varios investigadores para descubrir huracanes históricos indocumentados a fines del siglo XIX y XX han aumentado enormemente nuestro conocimiento de estos eventos pasados. Los posibles cambios para los años 1951 en adelante aún no se han incorporado a la base de datos HURDAT. Debido a todos estos problemas, se está intentando un nuevo análisis de la base de datos de huracanes del Atlántico que se completará en tres años.
Además del trabajo innovador de Partagas, los investigadores de la División de Investigación de Huracanes de NOAA financiaron la Oficina de Programas Globales de NOAA, que realizó análisis adicionales, digitalización y control de calidad de los datos.
El Comité de Mejor Cambio de Pista del Centro Nacional de Huracanes ha aprobado cambios para algunos ciclones recientes, como el huracán Andrew. Los cambios oficiales a la base de datos de huracanes del Atlántico son aprobados por el Comité de Cambio de Mejor Pista del Centro Nacional de Huracanes.

## Número de tormentas tropicales y huracanes por temporada
Este gráfico de barras muestra el número de tormentas y huracanes con nombre por año desde 1851 hasta 2021.
Un estudio de 2011 que analizó una de las principales fuentes de huracanes, la ola del este de África (AEW), descubrió que el cambio en los AEW está estrechamente relacionado con una mayor actividad de huracanes intensos en el Atlántico Norte. La concurrencia sinóptica de los AEW en la dinámica del enverdecimiento del Sahel también parece aumentar la ciclogénesis tropical sobre el Atlántico Norte.

### Número de tormentas de cada fuerza desde la era del satélite
| Temporada | Depresiones tropicales | Tormentas nombradas | Huracanes | Categoría ≥2 | Huracanes mayores (Categoría≥3) | Categoría≥4 | Categoría 5 | ECA      | Tormenta más fuerte |
| --------- | ---------------------- | ------------------- | --------- | ------------ | ------------------------------- | ----------- | ----------- | -------- | ------------------- |
| 1967      | 29                     | 8                   | 6         | 2            | 1                               | 1           | 1           |          |                     |
| 1968      | 14                     | 8                   | 5         | 0            | 0                               | 0           | 0           |          |                     |
| 1969      | 23                     | 18                  | 12        | 5            | 3                               | 1           | 1           |          |                     |
| 1970      | 19                     | 10                  | 5         | 3            | 2                               | 0           | 0           |          |                     |
| 1971      | 22                     | 13                  | 6         | 2            | 1                               | 1           | 1           |          |                     |
| 1972      | 19                     | 7                   | 3         | 1            | 0                               | 0           | 0           |          |                     |
| 1973      | 24                     | 8                   | 4         | 1            | 1                               | 0           | 0           |          |                     |
| 1974      | 21                     | 11                  | 4         | 3            | 2                               | 1           | 0           |          |                     |
| 1975      | 23                     | 9                   | 6         | 5            | 3                               | 1           | 0           |          |                     |
| 1976      | 23                     | 10                  | 6         | 4            | 2                               | 0           | 0           |          |                     |
| 1977      | 16                     | 6                   | 5         | 1            | 1                               | 1           | 1           |          |                     |
| 1978      | 24                     | 12                  | 5         | 3            | 2                               | 2           | 0           |          |                     |
| 1979      | 26                     | 9                   | 5         | 3            | 2                               | 2           | 1           |          |                     |
| 1980      | 15                     | 11                  | 9         | 5            | 2                               | 1           | 1           |          |                     |
| 1981      | 22                     | 12                  | 7         | 4            | 3                               | 1           | 0           |          |                     |
| 1982      | 9                      | 6{                  | 2         | 1            | 1                               | 1           | 0           |          |                     |
| 1983      | 7                      | 4                   | 3         | 1            | 1                               | 0           | 0           |          |                     |
| 1984      | 20                     | 13                  | 5         | 2            | 1                               | 1           | 0           |          |                     |
| 1985      | 14                     | 11                  | 7         | 3            | 3                               | 1           | 0           |          |                     |
| 1986      | 10                     | 6                   | 4         | 1            | 0                               | 0           | 0           |          |                     |
| 1987      | 14                     | 7                   | 3         | 1            | 1                               | 0           | 0           |          |                     |
| 1988      | 19                     | 12                  | 5         | 3            | 3                               | 3           | 1           |          |                     |
| 1989      | 15                     | 11                  | 7         | 4            | 2                               | 2           | 1           |          |                     |
| 1990      | 16                     | 14                  | 8         | 2            | 1                               | 0           | 0           |          |                     |
| 1991      | 12                     | 8                   | 3         | 2            | 1                               | 0           |             |          |                     |
| 1992      | 10                     | 7                   | 4         | 3            | 1                               | 1           | 1           |          |                     |
| 1993      | 10                     | 8                   | 4         | 2            | 1                               | 0           | 0           |          |                     |
| 1994      | 12                     | 7                   | 3         | 1            | 0                               | 0           | 0           |          |                     |
| 1995      | 21                     | 19                  | 11        | 8            | 5                               | 3           | 0           |          |                     |
| 1996      | 13                     | 13                  | 9         | 6            | 6                               | 2           | 0           |          |                     |
| 1997      | 9                      | 8                   | 3         | 1            | 1                               | 0           | 0           |          |                     |
| 1998      | 14                     | 14                  | 10        | 7            | 3                               | 2           | 1           |          |                     |
| 1999      | 16                     | 12                  | 8         | 8            | 5                               | 5           | 0           |          |                     |
| 2000      | 19                     | 15                  | 8         | 4            | 3                               | 2           | 0           |          |                     |
| 2001      | 17                     | 15                  | 9         | 5            | 4                               | 2           | 0           |          |                     |
| 2002      | 14                     | 12                  | 4         | 3            | 2                               | 1           | 0           |          |                     |
| 2003      | 21                     | 16                  | 7         | 4            | 3                               | 2           | 1           |          |                     |
| 2004      | 16                     | 15                  | 9         | 7            | 6                               | 4           | 1           |          |                     |
| 2005      | 31                     | 28                  | 15        | 8            | 7                               | 5           | 4           |          |                     |
| 2006      | 10                     | 10                  | 5         | 2            | 2                               | 0           | 0           |          |                     |
| 2007      | 17                     | 15                  | 6         | 2            | 2                               | 2           | 2           |          |                     |
| 2008      | 17                     | 16                  | 8         | 6            | 5                               | 4           | 0           |          |                     |
| 2009      | 11                     | 9                   | 3         | 3            | 2                               | 1           | 0           |          | C4 Bill             |
| 2010      | 21                     | 19                  | 12        | 9            | 5                               | 4           | 0           |          | C4 Igor             |
| 2011      | 20                     | 19                  | 7         | 4            | 4                               | 2           | 0           |          | C4 Ophelia          |
| 2012      | 19                     | 19                  | 10        | 5            | 2                               | 0           | 0           |          | C3 Sandy            |
| 2013      | 15                     | 14                  | 2         | 0            | 0                               | 0           | 0           |          | C1 Humberto         |
| 2014      | 9                      | 8                   | 6         | 3            | 2                               | 1           | 0           |          | C4 Gonzalo          |
| 2015      | 12                     | 11                  | 4         | 2            | 2                               | 1           | 0           |          | C4 Joaquin          |
| 2016      | 16                     | 15                  | 7         | 4            | 4                               | 2           | 1           |          | C5 Matthew          |
| 2017      | 18                     | 17                  | 10        | 8            | 6                               | 4           | 2           | 224.8775 | C5 María            |
| 2018      | 16                     | 15                  | 8         | 5            | 2                               | 2           | 1           | 132.5825 | C5 Michael          |
| 2019      | 20                     | 18                  | 6         | 4            | 3                               | 2           | 2           | 132.2025 | C5 Dorian           |
| 2020      | 31                     | 30                  | 14        | 9            | 7                               | 5           | 0           | 180.3725 | C4 Iota             |
| 2021      | 21                     | 21                  | 7         | 4            | 4                               | 2           | 0           | 145.5575 | C4 Sam              |
| 2022      | 16                     | 14                  | 8         | 3            | 3                               | 2           | 1           |          | C5 Ian              |
| 2023      | 21                     | 20                  | 7         | 5            | 5                               | 3           | 1           |          | C5 Lee              |
| 2024      | 13                     | 13                  | 9         | 8            | 4                               | 4           | 2           |          | C5 Milton           |